# لویس مک گوگان
لویس مک گوگان (انگلیسی: Lewis McGugan؛ زادهٔ ۲۵ اکتبر ۱۹۸۸ بازیکن فوتبال اهل بریتانیا است.
از باشگاه‌هایی که در آن بازی کرده‌است می‌توان به باشگاه فوتبال ناتینگهام فارست، باشگاه فوتبال واتفورد، و باشگاه فوتبال شفیلد ونزدی اشاره کرد.
وی همچنین در تیم‌های ملی فوتبال زیر ۱۷ سال انگلستان و زیر ۱۹ سال انگلستان بازی کرده‌است.